# ピート・サンプラス
ピーター・"ピート"・サンプラス（Peter "Pete" Sampras, 1971年8月12日 - ）は、アメリカ合衆国ワシントンD.C.出身の元男子プロテニス選手。自己最高ランクは1位でありテニス史上に残る名選手である。
4大大会優勝数14回はロイ・エマーソンを抜き当時歴代1位記録(現在歴代4位)。ウィンブルドン選手権優勝7回は歴代2位タイ記録、全米オープン優勝5回はオープン化以降歴代1位タイ記録。1993年から1998年まで年間最終ランキング1位6年連続は歴代1位記録。

## 略歴
- 1988年　2月に17歳でプロデビューし、同年の全米オープンで4大大会初出場。
- 1989年　全米オープン2回戦で前年優勝者のマッツ・ビランデルを破る。この大会では4回戦まで進出した。
- 1990年　2月に全米プロインドアでツアー初優勝。9月9日、全米オープン決勝でアンドレ・アガシを破り、「19歳28日」で4大大会初優勝。これにより、全米オープンの男子最年少優勝記録を100年ぶりに更新する。
- 1993年　4月にジム・クーリエを抜き、初めて世界ランキング1位になる。
- 1993年 - 1994年　1993年ウィンブルドン選手権でウィンブルドン選手権初優勝。その後全米オープン・翌年の全豪オープンを制覇し、4大大会3連勝を飾る。ここからサンプラス時代が始まった。
- 1993年 - 2000年　ウィンブルドン選手権で総計「7勝」を達成。1993年-1995年まで3連覇を果たすが、1996年の準々決勝でリカルト・クライチェクに敗退。1997年-2000年まで4連覇を果たし、ウィンブルドン優勝の男子歴代1位タイ記録に並んだ。
- 2000年　全米オープン決勝でマラト・サフィンにストレートで敗れ、"サンプラスの決勝不敗神話"が崩れることになる。
- 2001年　ウィンブルドン選手権4回戦でロジャー・フェデラーに、全米オープン決勝でレイトン・ヒューイットにそれぞれ敗れ、1992年以来9年ぶりの4大大会無冠に終わる。
- 2002年　全米オープンで6年ぶり5度目の優勝。これが最後の4大大会優勝になり、同時に彼の現役最後の試合にもなった。
- 2003年　全米オープン中に引退を発表。8月25日に引退セレモニーが行われる。
- 2007年　ATPチャンピオンズツアーに参戦。7月14日に国際テニス殿堂入り。

## 詳細経歴

### プロになるまでの道のり
ギリシャ移民の子としてワシントンD.C.に生まれたサンプラスは、オーストラリアの往年の名選手であるロッド・レーバーに憧れ、7歳からテニスを始めた。14歳まではバックハンド・ストロークを両手打ちしていたが、当時のコーチであったピート・フィッシャーの指導で片手打ちに変更した。フィッシャーはサンプラスに「世界トップのサーブ・アンド・ボレーヤーで、バックハンドを両手で打つ選手はいない」と提案し、往年の名選手ドン・バッジのグリップを観察するため、彼の自宅を訪れたという逸話が残っている。

### プロとしての選手歴
1988年に17歳でプロ入り。プロデビュー戦は、同年2月の全米プロインドアで、そこでは1回戦でサミー・ジアマルバに敗退する。翌週のインディアンウェルズ・マスターズ1回戦でラメシュ・クリシュナンに勝ち、ツアー公式戦初勝利を収めた。4大大会デビューは1988年全米オープンで、ここでは1回戦でハイメ・イサガに敗退している。
サンプラスが初めて脚光を浴びたのは、1989年全米オープンの2回戦で大会前年優勝者のマッツ・ビランデルを破った試合である。ビランデルは1988年にウィンブルドン選手権を除く4大大会年間3冠を獲得して世界ランキング1位に登りつめたが、1989年に入ると著しいスランプに陥り、全米オープン開幕時には世界ランキング5位だった。この大会では、サンプラスは第11シードのジェイ・バーガーとの4回戦まで勝ち進んだ。1990年2月、2年前にプロデビュー戦を戦った全米プロインドアの決勝でアンドレス・ゴメスを破り、ATPツアー初優勝を果たす。1990年全米オープンでサンプラスは第12シードから勝ち上がり、決勝戦でライバルのアンドレ・アガシを6-4, 6-3, 6-2のストレートで破り「19歳28日」で4大大会初優勝を飾った。こうしてサンプラスは、1890年全米選手権に「19歳6ヶ月9日」で優勝したオリバー・キャンベルの大会最年少優勝記録を「100年ぶり」に更新する偉業を成し遂げた。
それから3年後、サンプラスは1993年4月にジム・クーリエを抜き、初めて世界ランキング1位になった。同年のウィンブルドン選手権決勝でクーリエを7-6, 7-6, 3-6, 6-3で破って初優勝を果たした時から、王者サンプラスの時代が始まる。それから1993年全米オープンと1994年全豪オープンでも優勝して4大大会「3連勝」を果たしたが、1994年全仏オープンでは準々決勝でセルジ・ブルゲラに敗れ、4連勝を逃す。苦手な赤土コートの全仏オープンは、その後もサンプラスにとって"鬼門"の大会であった。この大会では1996年のベスト4進出が自己最高成績で、その準決勝ではエフゲニー・カフェルニコフに6-7, 0-6, 2-6のストレートで完敗している。
サンプラスは、自分を世界ランキング1位に引き上げてくれたコーチのティム・ガリクソンを非常に慕っていた。そのガリクソンが1995年全豪オープンの期間中に脳腫瘍で倒れたため、サンプラスは準々決勝のクーリエ戦で「コーチのために頑張れ」という観客からの声援を受け、泣き出したこともあった。クーリエはサンプラスの体調が悪いと勘違いし「明日に（試合を）してもいいんだよ」と声をかけたという。この大会では決勝でアガシに敗れて準優勝に終わったが、優勝したアガシもスピーチで「本当に辛い状況なのにいいテニスをしたよ、メイト（＝僕の友達）」と賞賛を贈った。ガリクソンは1996年5月3日に死去したため、その後はポール・アナコーンに師事した。

### 男子最多優勝記録への道
サンプラスは優勝回数を重ねるにつれて、過去の名選手の記録を意識しながら奮闘するタイプの選手になった。彼の最終目標は4大大会通算「12勝」を挙げたロイ・エマーソンの記録を破ることであり、長い間忘れられていたエマーソンの名前が"サンプラスの目標"として語られるようになった。サンプラスは1999年ウィンブルドン選手権でエマーソンに並ぶ4大大会「12勝目」を挙げ、翌2000年ウィンブルドン選手権での優勝で4大大会通算「13勝」とし、エマーソンの記録を破った。
彼には貧血の持病があり、それに伴って30歳頃からは体力が急激に低下していった。2000年全米オープン決勝戦でマラト・サフィンに4-6, 3-6, 3-6で完敗して"サンプラスの決勝不敗神話"が崩れた試合や、2001年ウィンブルドン選手権4回戦でロジャー・フェデラーに6-7, 7-5, 4-6, 7-6, 5-7で敗れた試合が、サンプラス時代の終焉を印象づけることになる (1993年から2000年までの8年間でサンプラスがウィンブルドン選手権優勝を逃したのは、リカルト・クライチェクに準々決勝で敗退した1996年だけであった)。さらに2001年全米オープン決勝戦でもレイトン・ヒューイットに6–7, 1–6, 1–6で完敗し、この年は1992年以来の4大大会無冠に終わる。アメリカの後輩としてアンディ・ロディックも台頭していたが、対するサンプラスは2年以上にわたりATPツアーのタイトルから遠ざかっていた。しかし2002年全米オープンで、長年のライバルであり続けたアガシを決勝で破り、31歳にして6年ぶり5度目の全米優勝を果たす。こうしてサンプラスは2000年ウィンブルドン選手権以来の優勝を飾り、彼の4大大会優勝回数は「14勝」となった。4大大会決勝戦進出はキャリア通算で男子歴代3位の「18度」となり、「14勝4敗」で終わった。その後は試合に全く出場せず、2003年全米オープン開催中に正式に引退を表明した。大会開幕日の8月25日、コート上でサンプラスの引退セレモニーが行われた。
2007年から、サンプラスは30歳以上の現役引退選手を対象にしたATPチャンピオンズツアーに参戦を開始した。2009年ウィンブルドン選手権で、ロジャー・フェデラーが、2017年全仏オープンで、ラファエル・ナダルが、2019年全豪オープンでノバク・ジョコビッチがそれぞれ通算15勝を記録し、14勝のサンプラスは男子歴代4位に後退した。

## プレースタイル
ロジャー・フェデラーと並び、史上最高のオールラウンドプレイヤーであると同時に史上最高のサーブアンドボレーヤーでもある。
ビックサーブを軸に攻撃的なボレー・ストローク等1990年代のプレースタイルを象徴するプレイヤーである。

### サーブ
サンプラスの最大の武器はサーブである。
ライバルのグランドストローカーであるアガシとの対戦では、サーブの調子で勝敗が左右された。
ファーストサーブは、最速210～220キロの速度に加えコースも非常に読みにくく、重要な場面でのサービスエースを量産していた。セカンドサーブでも200キロ近い速度を出し、他のプレイヤーのファーストサーブ並の速度であった。しかし、決してセカンドサーブの成功率が低かったわけではない。

### ボレー
相手コートに叩き付けたり、柔らかいタッチでネット際に落としたり、状況に応じて打ち分けることができ、アクロバティックなプレーはしないが、ミスが少なくチャンスボールを確実に決める技術を持っていた。特にコートに叩きつけるダンクショットは、サンプラスの代名詞であった。

### ストローク等
「ピストル・ショット」と呼ばれた彼のフラット系のストロークも強力。特にストロークの名手アガシとの打ち合いは壮絶であり、2000年代以降のストローカ同士の打ち合いと比較しても迫力で上回るほど名場面でもある。特にフォアのクロスの切り返しは彼の得意のショットであった。

### エピソード等
サンプラスは「男子テニス史上屈指のオールラウンダー」と称されている。その理由は、すべての要素で高い能力を示していたことにある。
- 通常のオールラウンダーは、すべての要素が一定のレベルでこなせるものの、「何らかの絶対的にポイントが取れるショット」を持たないことが多い。そのために、プレー全体にストローク、ボレーを満遍なく組み入れてポイントを取ってゆく。エフゲニー・カフェルニコフやセドリック・ピオリーンなどがそうである。
- 一方、オールラウンダーではないタイプで活躍する選手の多くは、対照的に「何らかの絶対的にポイントが取れるショット」を持つ傾向にあり、それを中心にゲームを組み立てている。アガシがグラウンド・ストロークで、パトリック・ラフターがボレーで、ゴラン・イワニセビッチがビッグサーブで大半のポイントを組み立てていたことなどが例として挙げられる。プロ選手であるからには、それ以外のショットも一定のレベルでこなす必要があるが、彼らは武器となるショットが際立っていたため"オールラウンダー"とは称されなかったのである。

これらの選手に対し、サンプラスは、すべての要素で高い能力を有していたため、実質上記の2タイプの選手を融合した「ほとんどすべてのショットで絶対的にポイントが取れる」選手であった。そのため、状況に応じてオールラウンドな力を発揮し、多彩なプレーでポイントを奪った。
彼のテニスは基本的に攻撃型であったため、球足が速い芝・カーペット・ハードコートは相性が良く、無類の力を発揮した。しかし球足の遅いクレーコートでは、鋭いショットを打っても相手に拾われることが多く、結果的に粘りのプレーが要求される。そのため、守備型のテニスではないサンプラスはクレーコートを苦手としていた。4大大会で14度もの優勝を飾ったサンプラスであったが、4大大会で唯一クレーコートで行われる全仏オープンだけは1996年のベスト4が最高成績で、優勝どころか決勝にすら1度も進出できなかった。
真面目なサンプラスのプレースタイル・マナーは、華麗なライバルのアガシと比較されて"地味過ぎる"と非難されることもあった。あまりの完璧なプレーに"退屈の王者"と評されたこともある。そんな評価を一転させたのが、1995年全豪オープンである。コーチのガリクソンのショッキングなニュースを試合中に知らされたサンプラスは、コート上で泣き出した。観客にとって、初めてサンプラスがコート上で人間味を見せた瞬間であった。これ以来、サンプラスに対するロボット的認知は変化し、今まで以上に人気がでた。テニスに必要な心技体をすべて兼ね添えていたサンプラスは、ロジャー・フェデラーをはじめとした多くの選手たちの理想と目標であり、彼らに大きな影響力を与えた。親指で汗をぬぐう、ワンプレーごとにストリングを整えるなどの習癖はサンプラスのトレードマークだった。

## 各種記録一覧
※オープン化以降
年間最終ランキング1位「6年連続」
1993年-98年。
グランドスラム11年連続決勝進出
1992-2002年。イワン・レンドルと並び1位タイ記録。
グランドスラム決勝連続勝利「8連続」
1995–2000年。
全米オープン男子シングルス優勝回数「5回」
ジミー・コナーズ、ロジャー・フェデラーと並び1位タイ記録。
全米オープン男子シングルス決勝進出回数「8回」
イワン・レンドルと並び1位タイ記録。
全米オープン最年少優勝「19歳28日」
1990年
10代・20代・30代それぞれでグランドスラム優勝
男子シングルスでは他にはケン・ローズウォール、ラファエル・ナダルのみ。

## 主要大会決勝

### グランドスラム決勝

#### シングルス: 18 (14 タイトル, 4 準優勝)
- 全豪オープン：2勝（1994年、1997年）〔準優勝1度：1995年〕
- ウィンブルドン：7勝（1993年-1995年、1997年-2000年）　［3連覇と4連覇、男子歴代2位タイ］
- 全米オープン：5勝（1990年、1993年、1995年＆1996年、2002年）　［大会歴代4位タイ］〔準優勝3度：1992年、2000年＆2001年〕

| 結果   | 年     | 大会           | 対戦相手               | スコア                  |
| ------ | ------ | -------------- | ---------------------- | ----------------------- |
| 優勝   | 1990年 | 全米オープン   | アンドレ・アガシ       | 6-4, 6-3, 6-2           |
| 準優勝 | 1992年 | 全米オープン   | ステファン・エドベリ   | 6–3, 4–6, 6–7(5–7), 2–6 |
| 優勝   | 1993年 | ウィンブルドン | ジム・クーリエ         | 7-6, 7-6, 3-6, 6-3      |
| 優勝   | 1993年 | 全米オープン   | セドリック・ピオリーン | 6-4, 6-4, 6-3           |
| 優勝   | 1994年 | 全豪オープン   | トッド・マーティン     | 7-6, 6-4, 6-4           |
| 優勝   | 1994年 | ウィンブルドン | ゴラン・イワニセビッチ | 7-6, 7-6, 6-0           |
| 準優勝 | 1995年 | 全豪オープン   | アンドレ・アガシ       | 6–4, 1–6, 6–7(6–8), 4–6 |
| 優勝   | 1995年 | ウィンブルドン | ボリス・ベッカー       | 6-7, 6-2, 6-4, 6-2      |
| 優勝   | 1995年 | 全米オープン   | アンドレ・アガシ       | 6-4, 6-3, 4-6, 7-5      |
| 優勝   | 1996年 | 全米オープン   | マイケル・チャン       | 6-1, 6-4, 7-6           |
| 優勝   | 1997年 | 全豪オープン   | カルロス・モヤ         | 6-1, 7-6, 6-3           |
| 優勝   | 1997年 | ウィンブルドン | セドリック・ピオリーン | 6-4, 6-2, 6-4           |
| 優勝   | 1998年 | ウィンブルドン | ゴラン・イワニセビッチ | 6-7, 7-6, 6-4, 3-6, 6-2 |
| 優勝   | 1999年 | ウィンブルドン | アンドレ・アガシ       | 6-3, 6-4, 7-5           |
| 優勝   | 2000年 | ウィンブルドン | パトリック・ラフター   | 6-7, 7-6, 6-4, 6-2      |
| 準優勝 | 2000年 | 全米オープン   | マラト・サフィン       | 4–6, 3–6, 3–6           |
| 準優勝 | 2001年 | 全米オープン   | レイトン・ヒューイット | 6–7(4–7), 1–6, 1–6      |
| 優勝   | 2002年 | 全米オープン   | アンドレ・アガシ       | 6-3, 6-4, 5-7, 6-4      |

### 年間最終戦決勝

#### シングルス:6 (5タイトル, 1準優勝)
| 結果   | 年   | 開催地         | サーフェス       | 対戦相手                   | スコア                                   |
| ------ | ---- | -------------- | ---------------- | -------------------------- | ---------------------------------------- |
| 優勝   | 1991 | フランクフルト | カーペット(室内) | ジム・クーリエ             | 3–6, 7–6(7–5), 6–3, 6–4                  |
| 準優勝 | 1993 | フランクフルト | カーペット(室内) | ミヒャエル・シュティヒ     | 6–7(3–7), 6–2, 6–7(7–9), 2–6             |
| 優勝   | 1994 | フランクフルト | カーペット(室内) | ボリス・ベッカー           | 4–6, 6–3, 7–5, 6–4                       |
| 優勝   | 1996 | ハノーバー     | カーペット(室内) | ボリス・ベッカー           | 3–6, 7–6(7–5), 7–6(7–4), 6–7(11–13), 6–4 |
| 優勝   | 1997 | ハノーバー     | ハード(室内)     | エフゲニー・カフェルニコフ | 6–3, 6–2, 6–2                            |
| 優勝   | 1999 | ハノーバー     | ハード(室内)     | アンドレ・アガシ           | 6–1, 7–5, 6–4                            |

### マスターズシリーズ決勝

#### シングルス:19 (11 タイトル, 8 準優勝)
| 結果   | 年   | 大会                 | サーフェス     | 相手                   | スコア                             |
| ------ | ---- | -------------------- | -------------- | ---------------------- | ---------------------------------- |
| 準優勝 | 1991 | シンシナティ         | ハード         | ギー・フォルジェ       | 6–2, 6–7(4–7), 4–6                 |
| 準優勝 | 1991 | パリ                 | 室内カーペット | ギー・フォルジェ       | 6–7(9–11), 6–4, 7–5, 4–6, 4–6      |
| 優勝   | 1992 | シンシナティ         | ハード         | イワン・レンドル       | 6–3, 3–6, 6–3                      |
| 優勝   | 1993 | マイアミ             | ハード         | マラビーヤ・ワシントン | 6–3, 6–2                           |
| 優勝   | 1994 | インディアンウェルズ | ハード         | ペトル・コルダ         | 4–6, 6–3, 3–6, 6–3, 6–2            |
| 優勝   | 1994 | マイアミ             | ハード         | アンドレ・アガシ       | 5–7, 6–3, 6–3                      |
| 優勝   | 1994 | ローマ               | クレー         | ボリス・ベッカー       | 6–1, 6–2, 6–2                      |
| 優勝   | 1995 | インディアンウェルズ | ハード         | アンドレ・アガシ       | 7–5, 6–3, 7–5                      |
| 準優勝 | 1995 | マイアミ             | ハード         | アンドレ・アガシ       | 6–3, 2–6, 6–7(6–8)                 |
| 準優勝 | 1995 | カナダ               | ハード         | アンドレ・アガシ       | 6–3, 2–6, 3–6                      |
| 優勝   | 1995 | パリ                 | 室内カーペット | ボリス・ベッカー       | 7–6(7–5), 6–4, 6–4                 |
| 準優勝 | 1996 | シュトゥットガルト   | 室内カーペット | ボリス・ベッカー       | 6–3, 3–6, 6–3, 3–6, 4–6            |
| 優勝   | 1997 | シンシナティ)        | ハード         | トーマス・ムスター     | 6–3, 6–4                           |
| 優勝   | 1997 | パリ                 | 室内カーペット | ヨナス・ビョルクマン   | 6–3, 4–6, 6–3, 6–1                 |
| 準優勝 | 1998 | シンシナティ         | ハード         | パトリック・ラフター   | 6–1, 6–7(2–7), 4–6                 |
| 準優勝 | 1998 | パリ                 | 室内カーペット | グレグ・ルーゼドスキー | 4–6, 6–7(4–7), 3–6                 |
| 優勝   | 1999 | シンシナティ         | ハード         | パトリック・ラフター   | 7–6(9–7), 6–3                      |
| 優勝   | 2000 | マイアミ             | ハード         | グスタボ・クエルテン   | 6–1, 6–7(2–7), 7–6(7–5), 7–6(10–8) |
| 準優勝 | 2001 | インディアンウェルズ | ハード         | アンドレ・アガシ       | 6–7(5–7), 5–7, 1–6                 |

## ATPツアー決勝進出結果

### シングルス: 88 (64タイトル, 24準優勝)
優勝 (64)
| 大会グレード                                 |
| -------------------------------------------- |
| グランドスラム (14–4)                        |
| 年間最終戦 (5–1)                             |
| グランドスラムカップ(2–1)                    |
| ATPマスターズシリーズ (11–8)                 |
| ATPインターナショナルシリーズゴールド (12–1) |
| ATPツアー (20–9)                             |

| サーフェス別タイトル |
| -------------------- |
| ハード (36–12)       |
| クレー (3–2)         |
| 芝 (10–3)            |
| カーペット (15–7)    |

| サーフェス別タイトル |
| -------------------- |
| 屋外 (41–16)         |
| 室内 (23–8)          |

## シングルス成績

### 4大大会
略語の説明
| W | F | SF | QF | #R | RR | Q# | LQ | A | Z# | PO | G | S | B | NMS | P | NH |

W=優勝, F=準優勝, SF=ベスト4, QF=ベスト8, #R=#回戦敗退, RR=ラウンドロビン敗退, Q#=予選#回戦敗退, LQ=予選敗退, A=大会不参加, Z#=デビスカップ/BJKカップ地域ゾーン, PO=デビスカップ/BJKカッププレーオフ, G=オリンピック金メダル, S=オリンピック銀メダル, B=オリンピック銅メダル, NMS=マスターズシリーズから降格, P=開催延期, NH=開催なし.
| 大会           | 1988 | 1989 | 1990 | 1991 | 1992 | 1993 | 1994 | 1995 | 1996 | 1997 | 1998 | 1999 | 2000 | 2001 | 2002 | 通算成績 | 勝率   |
| -------------- | ---- | ---- | ---- | ---- | ---- | ---- | ---- | ---- | ---- | ---- | ---- | ---- | ---- | ---- | ---- | -------- | ------ |
| 全豪オープン   | A    | 1R   | 4R   | A    | A    | SF   | W    | F    | 3R   | W    | QF   | A    | SF   | 4R   | 4R   | 45-9     | 83.33% |
| 全仏オープン   | A    | 2R   | A    | 2R   | QF   | QF   | QF   | 1R   | SF   | 3R   | 2R   | 2R   | 1R   | 2R   | 1R   | 24-13    | 64.86% |
| ウィンブルドン | A    | 1R   | 1R   | 2R   | SF   | W    | W    | W    | QF   | W    | W    | W    | W    | 4R   | 2R   | 63-7     | 90%    |
| 全米オープン   | 1R   | 4R   | W    | QF   | F    | W    | 4R   | W    | W    | 4R   | SF   | A    | F    | F    | W    | 71-9     | 88.75% |
| Win–Loss       | 0–1  | 4–4  | 10–2 | 6–3  | 15–3 | 23–2 | 21–2 | 20–2 | 18–3 | 19–2 | 17–3 | 8–1  | 18–3 | 13–4 | 11–3 | 203–38   | 84.23% |

### 年間最終戦
| 大会                       | 1990 | 1991 | 1992 | 1993 | 1994 | 1995 | 1996 | 1997 | 1998 | 1999 | 2000 | -     |
| -------------------------- | ---- | ---- | ---- | ---- | ---- | ---- | ---- | ---- | ---- | ---- | ---- | ----- |
| テニス・マスターズ・カップ | RR   | W    | SF   | F    | W    | SF   | W    | W    | SF   | W    | SF   | 35–14 |

### 世界ランキング
| 大会           | 1988 | 1989 | 1990 | 1991 | 1992 | 1993 | 1994 | 1995 | 1996 | 1997 | 1998 | 1999 | 2000 | 2001 | 2002 |
| -------------- | ---- | ---- | ---- | ---- | ---- | ---- | ---- | ---- | ---- | ---- | ---- | ---- | ---- | ---- | ---- |
| 最終ランキング | 97   | 81   | 5    | 6    | 3    | 1    | 1    | 1    | 1    | 1    | 1    | 3    | 3    | 10   | 13   |

### その他
| 大会                  | 1988  | 1989     | 1990     | 1991     | 1992  | 1993     | 1994     | 1995     | 1996  | 1997     | 1998     | 1999     | 2000  | 2001     | 2002     | SR       | W–L     | Win %  |
| --------------------- | ----- | -------- | -------- | -------- | ----- | -------- | -------- | -------- | ----- | -------- | -------- | -------- | ----- | -------- | -------- | -------- | ------- | ------ |
| ATPマスターズシリーズ |       |          |          |          |       |          |          |          |       |          |          |          |       |          |          |          |         |        |
| インディアンウェルズ  | 3R    | 3R       | 2R       | A        | 3R    | 3R       | W        | W        | QF    | 2R       | 3R       | 2R       | QF    | F        | SF       | 2 / 14   | 31–12   | 72%    |
| キー・ビスケーン      | A     | 1R       | QF       | 2R       | QF    | W        | W        | F        | SF    | SF       | 3R       | QF       | W     | 3R       | 3R       | 3 / 14   | 42–10   | 81%    |
| モンテカルロ          | A     | A        | A        | A        | 2R    | A        | A        | 2R       | A     | 2R       | 3R       | A        | A     | A        | A        | 0 / 4    | 1–4     | 20%    |
| ローマ                | A     | 2R       | A        | 2R       | QF    | SF       | W        | 1R       | A     | 1R       | 3R       | 2R       | A     | 1R       | 1R       | 1 / 11   | 18–10   | 64%    |
| ハンブルグ            | A     | A        | A        | 3R       | A     | A        | A        | SF       | A     | A        | A        | A        | 2R    | 1R       | 1R       | 0 / 5    | 5–5     | 50%    |
| カナダ                | A     | A        | SF       | 2R       | A     | 3R       | A        | F        | A     | A        | QF       | A        | QF    | A        | 3R       | 0 / 7    | 15–7    | 68%    |
| シンシナティ          | 1R    | 3R       | 3R       | F        | W     | SF       | A        | QF       | QF    | W        | F        | W        | 3R    | 2R       | 2R       | 3 / 14   | 38–11   | 78%    |
| シュトゥットガルト1   | A     | A        | SF       | QF       | SF    | 2R       | SF       | SF       | F     | 3R       | SF       | A        | A     | QF       | A        | 0 / 10   | 23–10   | 70%    |
| パリ                  | A     | A        | 3R       | F        | 2R    | QF       | QF       | W        | 2R    | W        | F        | 3R       | A     | A        | A        | 2 / 10   | 24–7    | 77%    |
| オリンピック          |       |          |          |          |       |          |          |          |       |          |          |          |       |          |          |          |         |        |
| シングルス            |       | Not Held | Not Held | Not Held | 3R    | Not Held | Not Held | Not Held |       | Not Held | Not Held | Not Held |       | Not Held | Not Held | 0 / 1    | 2–1     | 67%    |
| 成績                  |       |          |          |          |       |          |          |          |       |          |          |          |       |          |          |          |         |        |
|                       | 1988  | 1989     | 1990     | 1991     | 1992  | 1993     | 1994     | 1995     | 1996  | 1997     | 1998     | 1999     | 2000  | 2001     | 2002     | SR       | W–L     | Win %  |
| 大会                  | 9     | 19       | 22       | 20       | 21    | 23       | 18       | 21       | 17    | 18       | 22       | 13       | 12    | 15       | 16       | 266      | 266     | 266    |
| タイトル–準優勝       | 0–0   | 0–0      | 4–4      | 4–8      | 5–7   | 8–9      | 10–12    | 5–9      | 8–9   | 8–8      | 4–7      | 5–5      | 2–4   | 0–4      | 1–2      | 64 / 266 | 64–88   | 72.73% |
| ハードコート Win–Loss | 8–7   | 13–10    | 27–8     | 25–7     | 25–5  | 43–6     | 37–3     | 37–6     | 46–4  | 35–5     | 30–10    | 23–5     | 28–7  | 26–10    | 20–8     | 36 /     | 427–104 | 80%    |
| 芝 Win–Loss           | 0–0   | 2–2      | 6–2      | 5–3      | 7–2   | 7–1      | 11–1     | 12–0     | 4–1   | 8–1      | 8–1      | 12–0     | 11–1  | 6–2      | 2–3      | 10 /     | 101–20  | 83%    |
| カーペット Win–Loss   | 2–2   | 1–4      | 18–6     | 19–6     | 18–4  | 21–5     | 17–6     | 16–5     | 10–3  | 10–2     | 14–3     | 1–0      | 1–1   | 0–0      | 0–0      | 15 /     | 144–44  | 77%    |
| クレー Win–Loss       | 0–1   | 2–3      | 0–1      | 3–3      | 22–8  | 14–4     | 12–2     | 7–5      | 5–3   | 2–4      | 9–3      | 4–3      | 2–4   | 3–4      | 5–6      | 3 /      | 90–54   | 63%    |
| 全体 Win–Loss         | 10–10 | 18–19    | 51–17    | 52–19    | 72–19 | 85–16    | 77–12    | 72–16    | 65–11 | 55–12    | 61–17    | 40–8     | 42–13 | 35–16    | 27–17    | 64 / 266 | 762–222 | 77%    |
| Win %                 | 50%   | 49%      | 75%      | 73%      | 79%   | 84%      | 87%      | 82%      | 86%   | 82%      | 78%      | 83%      | 76%   | 69%      | 61%      | 77.44%   | 77.44%  | 77.44% |
| $43,280,489           |       |          |          |          |       |          |          |          |       |          |          |          |       |          |          |          |         |        |

## 表彰
- ATP最優秀選手賞（1993–1998）
- ITFワールドチャンピオン（1993–1998）
- 国際テニス殿堂入り
- 「テニス・マガジン」（Tennis Magazine）誌が創刊40周年記念企画「40年間から選んだ40人の偉大なテニス選手たち」第1位（2005年）
- 全米オリンピック委員会スポーツマン賞（1997年 テニス選手初）
- GQマガジンズ年間個人アスリート賞（2000年）
- ATP最も上達した選手賞（1990）
- USOCスポーツマン賞（1997）

## 対戦成績
世界ランク最高10位以内で5回以上の対戦がある選手、世界ランク1位在位者、グランドスラム決勝で対戦のある選手を記載。
- アンドレ・アガシ 20–14
- トッド・マーティン 18–4
- ジム・クーリエ 16–4
- マイケル・チャン 12–8
- ボリス・ベッカー 12–7
- ゴラン・イワニセビッチ 12–6
- ペトル・コルダ 12–5
- パトリック・ラフター 12–4
- エフゲニー・カフェルニコフ 11–2
- セドリック・ピオリーン 9–0
- ヨナス・ビョルクマン 9–1
- グレグ・ルーゼドスキー 9-1
- トーマス・エンクビスト 9–2
- トーマス・ムスター 9–2
- ステファン・エドベリ 8–6
- カロル・クチェラ 7–1
- マーク・フィリプーシス 7–3
- マグヌス・ラーション 7–4
- ウェイン・フェレイラ 7–6
- ティム・ヘンマン 6–1
- アンドレイ・メドベデフ 6–2
- マグヌス・グスタフソン 5–0
- アーロン・クリックステイン 5–1
- トミー・ハース 5–3
- イワン・レンドル 5–3
- ギー・フォルジェ 5–4
- ブラッド・ギルバード 5–4
- マグヌス・ノーマン 4–1
- マルク・ロセ 4–1
- ヴィンセント・スペーディア 4–1
- アレックス・コレチャ 4–2
- レイトン・ヒューイット 4–5
- ミヒャエル・シュティヒ 4–5
- リカルト・クライチェク 4–6
- マラト・サフィン 3–4
- カルロス・モヤ 3–1
- ジョン・マッケンロー 3–0
- ジミー・コナーズ 2–0
- マルセロ・リオス 2–0
- グスタボ・クエルテン 2–1
- マッツ・ビランデル 2–1
- セルジ・ブルゲラ 2–3
- アンディ・ロディック 1–2
- ロジャー・フェデラー 0–1

※太字は世界ランキング1位経験者

## ライバル

### アンドレ・アガシ
アガシは、サンプラスの最強のライバルであり、「最強のオールラウンドプレイヤーとストローカーの対決」、「1990年代最高のライバル」と言われた関係である。
対戦成績はサンプラスの20勝14敗であるが、両者得意のハードコートではサンプラスの11勝9敗で、ほぼ互角である。
サンプラスは4大大会優勝14回、世界ランキング1位286週等輝かしい実績を持つが、アガシも4大大会優勝8回、世界ランキング1位101週に加え、キャリアグランドスラム達成、オリンピック金メダリスト等輝く実績を持っている 。
両者ジュニア時代からのライバルであり、サンプラスが「最初の4大大会を優勝した 1990年全米オープン 決勝」「最後の4大大会優勝であり引退試合となった 2002年全米オープン 決勝」の相手は、いずれもアガシである。
4大大会では、全米4回(サンプラス4勝0敗)、ウィンブルドン2回(サンプラス2勝0敗)、全豪2回(アガシ2勝0敗)、全仏1回(アガシ1勝0敗)と計9回対戦している(計サンプラス6勝3敗)。多くが名勝負とされることの多い両者の対戦であるが、代表例として次の2試合が挙げられる。他に1995年全豪オープン決勝等、1994年～1995年の対戦も名勝負とあげられることもある。
- 1993年ウィンブルドン選手権準々決勝 サンプラス 6-2, 6-2, 3-6, 3-6, 6-4
  - 「前年のウィンブルドンチャンピオンであるアガシ」と、1990年代芝の王者となったサンプラスの一戦。「サーブ&ボレー」と「ストローク」の緊迫した激戦であり、サンプラスがフルセットで辛勝。この後サンプラスは、準決勝で「1980年代後半の芝の王者ベッカー」、決勝で「当時世界ランキングNo.1のクーリエ」を撃破し、ウィンブルドン初優勝。この後全米オープン優勝、全豪オープン優勝と4大大会を3連勝しサンプラス時代が始まっている。この勝負は、フルセットの激戦に加え、歴史的位置付けも加えた総合的な観点でサンプラスとアガシのベストマッチと言える。
- 2001年全米オープン準々決勝 サンプラス 6-7, 7-6 7-6, 7-6
  - 両者共にキャリア晩年の対戦であるが、歴史上の最強プレイヤー同士が非常に高いレベルを維持し、両者全てサービスキープし全てタイブレークとなり、6-7, 7-6 7-6, 7-6でサンプラスが勝利。歴史的位置付けでは必ずしも高くないものの、テニス史上最高内容の「サーブ&ボレー」と「ストローク」の対決として、サンプラスとアガシのベストマッチである[13]

### ボリス・ベッカー
1980年代後半の芝の王者ベッカーと、1990年代芝の王者サンプラスは、サンプラスの12勝7敗。共にサーブ&ボレーを得意としつつストロークも強力なオールラウンダー同士の対決となった。
両者は、高速ハードコートにおいて、アガシ以上のライバル関係にあり、サンプラスの6勝7敗と1990年代前半屈指のカードである。特に1996年年間最終戦は、5セットマッチのフルセットでサンプラスに軍配が上がったが、ベッカーの4連続サービスエースでの立ち上がり、見ごたえ満点の壮絶な打ち合い、5セット中3セットがタイブレークまでのもつれ込み等の1990年代最高の試合の１つである。

しかし芝のコートでは、 1993年準決勝、 1995年決勝、 1997年準々決勝と3回対戦したウインブルドンで、いずれもサンプラスが勝利。1980年代後半の芝の王者であったベッカーは、キャリア晩年になったとはいえ、1990年代の芝の王者である全盛期サンプラスに一度も芝で勝つことができず、世代交代を明確化したカードでもある。

### パトリック・ラフター
パトリック・ラフターは16戦中サンプラスの12勝である。